# 스포츠맨십

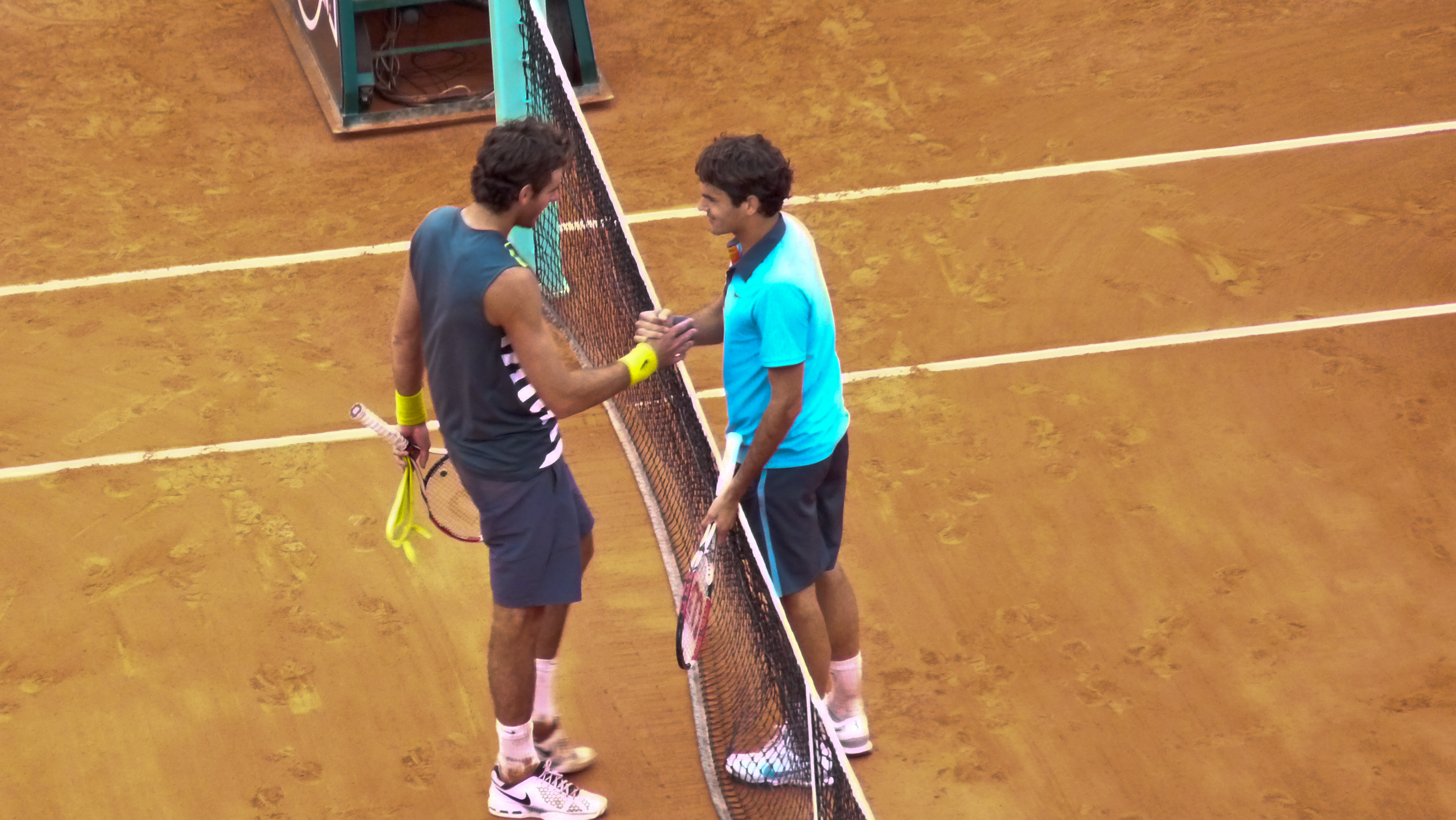
경기가 끝나면 서로 악수하고 서로의 건투를 비는 것도 하나의 매너이다.

스포츠퍼슨십(Sportspersonship)은 경기가 끝나거나 경기 이외에 관계에서 경쟁을 삼지 않고 서로의 감정을 매너있게 나타내는 스포츠의 예의매너이다.

## 분석
스포츠맨십은 개인이 스포츠 상황에서 일반적으로 예상하는 행동 방식이 다를 수 있도록 지속적이고 상대적으로 안정적인 특성이나 성향으로 개념화될 수 있다. 스포츠맨십은 주로 공정성, 자제력, 용기, 끈기 등의 덕목을 말하며 타인을 대하고 공정하게 대우받는 것, 타인을 대할 때 자제력을 유지하는 것, 타인을 존중하는 것 등의 대인 관계 개념과 관련되어 왔다. 권위와 반대자 모두. 스포츠맨십은 스포츠/게임/선수에 반응하는 방식으로도 간주된다.
스포츠맨십의 4가지 요소는 좋은 자세, 승리 의지, 형평성, 공정성이다. 네 가지 요소는 모두 중요하며 진정한 스포츠맨십을 표현하려면 네 가지 요소 모두에서 균형을 찾아야 한다. 이러한 요소는 또한 갈등을 일으킬 수 있다. 사람은 공평하고 공정하게 플레이하는 것보다 승리를 더 원할 수 있으며 이로 인해 스포츠맨십 측면에서 충돌이 발생할 수 있다. 이것은 그 사람이 자신이 좋은 스포츠라고 믿지만 균형이 맞지 않기 때문에 문제를 일으킬 것이다. 운동선수가 너무 자기중심적이 되면 스포츠맨십에 대한 생각이 무시된다.
오늘날의 스포츠 문화, 특히 엘리트 스포츠는 경쟁과 승리를 매우 중시하며 그 결과 스포츠맨십이 뒷전으로 밀릴 수도 있다. 모든 스포츠는 아니더라도 대부분의 스포츠에서 엘리트 수준의 선수들은 스포츠맨십에 대한 기준을 설정하며, 좋든 싫든 그들은 사회의 리더이자 역할 모델로 여겨진다.
모든 스포츠는 규칙 중심적이기 때문에 나쁜 스포츠맨십에 대한 가장 일반적인 위반은 불공정한 이점을 얻기 위해 부정행위를 하거나 규칙을 위반하는 행위이다. 이를 비신사적 행위라고 한다. 게임이나 대회에서 패배한 후 스포츠맨십이 부족한 선수를 "심한 패자"라고 부르는 반면, 승리한 후 스포츠맨십이 부족한 선수를 일반적으로 "나쁜 승자"라고 한다. 극심한 패자 행동에는 손실에 대해 다른 사람을 비난하는 것, 패배에 기여한 개인적인 행동에 대한 책임을 받아들이지 않는 것, 미성숙하거나 부적절한 방식으로 손실에 반응하는 것, 패배에 대해 변명하는 것, 불리한 상황이나 기타 사소한 문제를 원인으로 인용하는 것 등이 포함된다. 나쁜 승자는 승리한 후 자신의 승리에 대해 기뻐하고, 승리를 상대방의 얼굴에 비비고, 상대방의 자아를 낮추는 등 피상적인 방식으로 행동한다. 상대 팀에 대한 존중을 나타내지 않는 것은 나쁜 스포츠맨으로 간주되어 사기를 저하시키는 결과를 가져올 수 있다. 레슬리 호(Leslie Howe)는 다음과 같이 설명한다. "야구 투수가 자신의 최대 능력을 발휘하지 않고 공을 던지기로 결정하면 타자가 적절한 수준에 있지 않다는 것을 암시하며 그것은 타자의 자신감이나 가치를 낮추게 만들 수 있다."
스포츠맨십과 관련된 6가지 범주는 스포츠의 요소, 스포츠맨십의 요소, 설명, 갈등, 균형, 환원불가능성이다. 이 6가지 모두 좋은 스포츠맨십을 갖춘 사람의 특징이다. 일부 범주 간에는 어느 정도 유사성이 있더라도 서로 다른 요소이다.
"본질적으로 놀이는 직접적이고 직접적인 목적을 위해 기쁨, 즐거움, 즐거움을 갖고 있으며 절제와 관대함의 정신이 지배한다. 반면에 육상 경기는 본질적으로 경쟁적인 활동이며, 궁극적으로 승리를 거두는 것이다. 헌신, 희생, 강렬함이 특징인 대회이다." 그러므로 선수의 미덕은 운동선수의 미덕과 근본적으로 다르다. 러드와 스톨은 1995년 미국 고등학교 체육 리그가 축구나 농구 같은 스포츠의 일부였던 경기 후 악수를 금지한 사례를 이야기한다. 악수 후 계속되는 싸움으로 인해 악수는 금지되었다. 대부분의 선수들은 코치나 나이 많은 선수 등 주변 리더들의 영향을 받는다. “스포츠맨십을 이해하지 못하는 코치나 행정관이 있다면 선수들은 어떨까?”

## 같이 보기
- 축구 전쟁
- 얼티밋 (스포츠)